# Егник
Егник (арм. Եղնիկ) — село в Арагацотнской области Армении.

## География
Село расположено в западной части марза, на расстоянии 49 километров к западу-северо-западу (WNW) от города Аштарак, административного центра области. Абсолютная высота — 1900 метров над уровнем моря.
Климат
Климат характеризуется как умеренно холодный, влажный (Dfb в классификации климатов Кёппена). Среднегодовая температура воздуха составляет 5,6 °C. Средняя температура самого холодного месяца (января) составляет −8,2 °С, самого жаркого месяца (июля) — 17,8 °С. Расчётная многолетняя норма атмосферных осадков — 463 мм. Наибольшее количество осадков выпадает в мае (82 мм).

## Население
| Год переписи | Население          | Население          | Население          | Население            | Население            | Население            |
| Год переписи | Наличное население | Наличное население | Наличное население | Постоянное население | Постоянное население | Постоянное население |
| Год переписи | Всего              | Мужчины            | Женщины            | Всего                | Мужчины              | Женщины              |
| ------------ | ------------------ | ------------------ | ------------------ | -------------------- | -------------------- | -------------------- |
| 2001         | 367                | 182                | 185                | 452                  | 236                  | 216                  |
| 2011         | 315                | 159                | 156                | 336                  | 176                  | 160                  |